# Lamphiotes
Genre
Lamphiotes est un genre d'insectes lépidoptères (papillons) de la famille des Riodinidae qui ne comprend qu'une seule espèce, Lamphiotes velazquezi.

## Dénomination
Le nom Lamphiotes a été donné par Curtis John Callaghan (d) en 1982.

## Liste d'espèces
Lamphiotes velazquezi (Beutelspacher, 1976) ; présent au Mexique.